# 크리스천 풀리식
크리스천 메이트 풀리식(영어: Chistian Mate Pulisic, 1998년 9월 18일 ~ )은 크로아티아계 미국인 축구 선수로, 포지션은 윙어이다. 현재 이탈리아 세리에 A의 밀란과 미국 축구 국가대표팀에서 활약하고 있다.
풀리식은 푸스발-분데스리가 역대 외국인 최연소 득점 기록(17세 212일), 푸스발-분데스리가 역대 최연소 멀티골 기록(17세 218일), 미국 국가대표팀의 FIFA 월드컵 예선 최연소 출전 기록(17세 349일)-역대 최연소 득점 기록(17세 253일)-멀티골 기록, 그리고 도르트문트 역대 최연소 UEFA 챔피언스리그 출전 기록 및 득점 기록을 가지고 있다.
그의 크로아티아 혈통은 조부로부터 받았으며, 조부의 출생지는 크로아티아의 올리브섬이다. 독일로 이주한 이후, 취업 비자를 위해 크로아티아 시민권을 취득했다. 그 후 크로아티아 축구 국가대표팀으로부터 호출을 받기도 하였으나, 풀리식이 거절하였다.

## 클럽 경력

### 성장기
크리스천 풀리시치는 펜실베이니아주 허시에서 태어나고 자랐다. 그의 부모는 조지 메이슨 대학교의 교내 축구 선수로 활약했으며, 특히 아버지인 마크 풀리시치는 1990년대에 프로 실내축구 선수로 활약했다. 이러한 영향을 받아 풀리시치는 7세가 되던 해에 잉글랜드로 넘어가, 브래클리 타운 FC 유소년 아카데미에서 축구를 배우기 시작했다. 2000년대 중반, 아버지가 디트로이트의 실내축구 팀 감독이 되자, 미시간주로 이사하여 유소년 축구를 이어나갔다. 이후 허시로 돌아와 해리스버그 시티 아일랜더스에서 유소년 축구를 지속했다.

### 보루시아 도르트문트

#### 유소년 팀
2015년 2월, 16세가 되던 해에 크리스천 풀리시치는 보루시아 도르트문트에 입단하였다. 입단 첫 해에 U-17 팀에서 시작하여, 여름에 U-19 팀으로 승격하였다. 도르트문트 유소년 팀에서 15경기 출전만에 10골과 8개의 어시스트를 기록하며, 겨울에 1군에 호출되었다.

#### 2015-16 시즌
2016년 1월 분데스리가의 겨울 휴식기 동안 가진 도르트문트의 두 친선 경기에서 모두 후반전에 교체 투입되어 한 골과 한 개의 어시스트를 기록했다. 1월 30일 잉골슈타트와의 경기에 아드리안 라모스와 교체되며, 분데스리가 데뷔전을 치르게 되었다. 2월 18일 UEFA 유로파리그에서 FC 포르투와의 경기에 후반전 교체 투입되며, 유럽 대회 데뷔전을 치르기도 하였다. 2월 21일 레버쿠젠과의 경기에 선발 출전하며, 본인의 첫 성인 무대 선발 경기로 기록되었다. 4월 17일 함부르크 SV를 상대로 득점하며, 프로 통산 첫 번째 골을 기록하였다. 이는 17세 212일 째의 일로, 분데스리가에서 득점한 최연소 외국인 선수이자, 분데스리가 통산 네번째로 어린 득점 선수였다. 일주일 뒤 열린 VfB 슈투트가르트와의 경기에서 두 골을 쏘아올리며, 분데스리가 역대 최연소 멀티골의 주인공이 되었다.

#### 2016-17 시즌
2016년 9월 14일 레기아 바르샤바와의 챔피언스리그 경기에 선발 출장하며, 도르트문트 역대 최연소 챔피언스리그 출전 선수로 기록되었다. 2017년 1월 23일 풀리시치는 도르트문트와 재계약을 체결하며, 2020년까지 머무는 데에 합의를 마쳤다. 2017년 3월 8일 챔피언스리그 16강전에서 SL 벤피카를 상대로 득점하며, 도르트문트 역대 최연소 챔피언스리그 득점자로 기록되었다.

#### 2017-18 시즌
2017년 8월 5일 DFL-슈퍼컵에서 풀리식이 FC 바이에른 뮌헨을 상대로 선제골을 기록하였으나, 경기는 2-2로 마무리되었고, 승부차기 끝에 뮌헨이 우승을 거두었다.

### 첼시
풀리시치는 2019년 1월 2일(한국시간)에 6,400만 유로(약 821억 원)의 이적료를 기록하며 첼시 이적을 확정지었다. 그 후, 남은 시즌은 도르트문트에서 임대 방식으로 마무리하였고, 2019년 5월 22일(한국시간)에 첼시에 공식 입단하였다.
그 후, 풀리시치는 시즌 초반에 벤치를 지키는 시간이 많았으나, 2019년 10월 27일(한국시간 새벽)에 있었던 번리와의 리그 원정 경기 때 선발로 나서 프로 데뷔 첫 해트트릭를 기록하여 팀의 4-2 승리를 이끌어냈고, 가디언 선정 EPL 베스트XI에 선정되었다.

### 밀란
2023년 7월 13일, 1년 연장 옵션이 포함된 4년 계약을 맺으며 세리에 A의 밀란으로 이적했다.

## 국가대표팀 경력
크리스천 풀리시치는 도르트문트 유소년 시절 크로아티아 국적을 취득하며, 크로아티아 대표팀에도 뛸 수 있었으나, 본인의 선택에 의해 미국 대표로만 활약했다.
풀리시치는 미국 U-15 축구 국가대표팀에서부터 활약했다. 2015년 FIFA U-17 월드컵에 참가한 U-17 팀에서는 주장을 역임하기도 하였다. 풀리시치는 U-17에서 2년간 34경기에 출전하여 20골을 기록하였다.
2016년 3월 27일 과테말라와의 월드컵 예선을 앞두고 위르겐 클린스만이 풀리식을 A팀에 소집하였다. 오하이오에서 치러진 과테말라와의 경기에 출전하여, 미국 국가대표로써 데뷔전을 치렀다. 이는 월드컵 예선에 참가한 미국 역대 최연소 선수로 기록되었다. 5월 27일 코파 아메리카 100주년을 기념하며 미국이 주최하였고, 이를 준비하기 위해 치러진 볼리비아와의 경기에서 풀리식이 득점하였다. 이는 미국 역사상 최연소 득점자로 기록되었다. 월드컵 예선 세인트빈센트 그레나딘과의 경기에 두 골을 집어 넣으며, 미국 역대 최연소 월드컵 예선 득점자이자 역대 최연소 멀티골의 주인공이 되었다. 이후 치러진 트리니다드 토바고와의 경기에 선발 출전하며 미국 역대 최연소 월드컵 예선 선발출장 기록 또한 세웠다.

## 경력 통계

### 클럽 기록
2017년 11월 4일 기준
| 시즌        | 구단        | 디비전      | 리그 | 리그 | FA컵 | FA컵 | 대륙대회  | 대륙대회  | 기타  | 기타  | 총합 | 총합 |
| 시즌        | 구단        | 디비전      | 출장 | 득점 | 출장 | 득점 | 출장      | 득점      | 출장  | 득점  | 출장 | 득점 |
| 독일        | 독일        | 독일        | 리그 | 리그 | FA컵 | FA컵 | 대륙대회1 | 대륙대회1 | 기타2 | 기타2 | 총합 | 총합 |
| ----------- | ----------- | ----------- | ---- | ---- | ---- | ---- | --------- | --------- | ----- | ----- | ---- | ---- |
| 2015–16     | 도르트문트  | 분데스리가  | 9    | 2    | 0    | 0    | 3         | 0         | —     | —     | 12   | 2    |
| 2016–17     | 도르트문트  | 분데스리가  | 29   | 3    | 4    | 1    | 10        | 1         | 0     | 0     | 43   | 5    |
| 2017–18     | 도르트문트  | 분데스리가  | 11   | 2    | 0    | 0    | 4         | 0         | 1     | 1     | 16   | 3    |
| 구단 통산   | 구단 통산   | 구단 통산   | 49   | 7    | 4    | 1    | 17        | 1         | 1     | 1     | 71   | 10   |
| 커리어 통산 | 커리어 통산 | 커리어 통산 | 49   | 7    | 4    | 1    | 17        | 1         | 1     | 1     | 71   | 10   |

- 1.^  UEFA 챔피언스리그와 UEFA 유로파리그 포함.
- 2.^  DFL-슈퍼컵 포함.

### 국가대표팀 출장 기록
2017년 10월 10일 기준
| 미국 | 미국 | 미국 |
| 연도 | 출장 | 득점 |
| ---- | ---- | ---- |
| 2016 | 11   | 3    |
| 2017 | 9    | 6    |
| 통산 | 20   | 9    |

### 국가대표팀 득점 기록
2017년 10월 10일 기준
| No. | Date             | Venue                                               | Opponent              | Score | Result | Competition     |
| --- | ---------------- | --------------------------------------------------- | --------------------- | ----- | ------ | --------------- |
| 1   | 2016년 5월 28일  | 미국 캔자스 시티 칠드런즈 머시 파크                 | 볼리비아              | 4–0   | 4–0    | 친선경기        |
| 2   | 2016년 9월 2일   | 세인트빈센트 그레나딘 킹스타운 아노스 베일 스타디움 | 세인트빈센트 그레나딘 | 4–0   | 6–0    | 월드컵 4차 예선 |
| 3   | 2016년 9월 2일   | 세인트빈센트 그레나딘 킹스타운 아노스 베일 스타디움 | 세인트빈센트 그레나딘 | 6–0   | 6–0    | 월드컵 4차 예선 |
| 4   | 2017년 3월 24일  | 미국 산호세 어바이어 스타디움                       | 온두라스              | 4–0   | 6–0    | 월드컵 5차 예선 |
| 5   | 2017년 6월 3일   | 미국 샌디 리오 틴토 스타디움                        | 베네수엘라            | 1–1   | 1–1    | 친선경기        |
| 6   | 2017년 6월 8일   | 미국 덴버 딕스 스포팅 구즈 파크                     | 트리니다드 토바고     | 1–0   | 2–0    | 월드컵 5차 예선 |
| 7   | 2017년 6월 8일   | 미국 덴버 딕스 스포팅 구즈 파크                     | 트리니다드 토바고     | 2–0   | 2–0    | 월드컵 5차 예선 |
| 8   | 2017년 10월 6일  | 미국 올랜도 올랜도 시티 스타디움                    | 파나마                | 1–0   | 4–0    | 월드컵 5차 예선 |
| 9   | October 10, 2017 | 트리니다드 토바고 아토 볼돈 스타디움                | 트리니다드 토바고     | 1–2   | 1–2    | 월드컵 5차 예선 |

## 수상 내역

### 클럽

#### 보루시아 도르트문트
- DFB-포칼 : 2016-17

#### 첼시
- UEFA 챔피언스리그 : 2020-21
- UEFA 슈퍼컵 : 2021
- FIFA 클럽 월드컵 : 2021

#### 밀란
- 수페르코파 이탈리아나 : 2024

#### 미국
- CONCACAF 네이션스 리그 : 2019–20, 2022–23, 2023–24

### 개인
- 미국 올해의 남자 축구 유망주상 : 2016
- 미국 올해의 선수 : 2017, 2019, 2021, 2023
- 북중미 올해의 팀 : 2017, 2021
- 북중미 골드컵 최우수 영플레이어 : 2019
- 북중미 골드컵 대회의 팀 : 2019
- 북중미 네이션스리그 최우수 선수 : 2022-23
- 북중미 네이션스리그 파이널 대회의 팀 : 2021, 2023, 2024
- 세리에 A 시즌의 팀 : 2023–24, 2024–25